# غابرييل كورتيز
غابرييل كورتيز (10 أكتوبر 1995 بإسمرالداس في الإكوادور - ) هو لاعب كرة قدم إكوادوري في مركز الدفاع. لعب مع إنديبندينتي ديل فال.

## روابط خارجية
- غابرييل كورتيز على موقع قاعدة بيانات كرة القدم.إي يو (الإنجليزية)
- غابرييل كورتيز على موقع ناشيونال فوتبول تيمز (الإنجليزية)
- غابرييل كورتيز على موقع Soccerway.com (الإنجليزية)
- غابرييل كورتيز على موقع AS.com (الإسبانية)